# SN 2007dl
SN 2007dl – supernowa typu Ia odkryta 22 kwietnia 2007 roku w galaktyce A135654+1050. W momencie odkrycia miała maksymalną jasność 17,30m.